# Elena Chudašova
Elena Anatol'evna Chudašova, traslitterato anche Khoudachova (in russo Елена Анатольевна Худашова?; Chabarovsk, 10 luglio 1965), è un'ex cestista russa, fino al 1991 sovietica.

## Carriera
Centro di 195 cm, ha giocato in Serie A1 con Messina.
Con l'Unione Sovietica ha disputato i Giochi olimpici di Seul 1988, i Campionati mondiali del 1990 e tre edizioni dei Campionati europei (1987, 1989, 1991).
Con la Squadra Unificata ha disputato i Giochi olimpici di Barcellona 1992.
Con la Russia ha disputato i Giochi olimpici di Sydney 2000, i Campionati mondiali del 1998 e due edizioni dei Campionati europei (1999, 2001).